# Dani van den Heuvel
Tristan Danique "Dani" van den Heuvel (Delft, 28 mei 2003) is een Nederlands voetballer die sinds 2024 uitkomt voor Club Brugge.

## Clubcarrière
Van den Heuvel speelde van zijn vijfde tot zijn elfde bij SV Wippolder. Na drie seizoenen bij ADO Den Haag en drie seizoenen bij AFC Ajax maakte hij in 2020 de overstap naar  In het najaar van 2021 ondertekende Van den Heuvel, die in zijn debuutseizoen vooral voor het U18-elftal van de club uitkwam maar ook al een eerste keer in de Premier League 2 speelde met het U21-elftal, een contract dat hem tot medio 2024 aan de club verbond.
Op 28 januari 2023 zat hij voor het eerst in de wedstrijdselectie voor een officiële wedstrijd van het eerste elftal, maar Van den Heuvel bleef in de bekerwedstrijd tegen Accrington Stanley op de bank zitten ten voordele van Illan Meslier. In het seizoen 2023/24 haalde hij ook een paar keer de wedstrijdselectie in de Championship. Op het einde van het seizoen liep het contract van Van den Heuvel bij Leeds af.
In augustus 2024 ondertekende de transfervrije Van den Heuvel een tweejarig contract bij de Belgische landskampioen Club Brugge. Daar begon hij het seizoen 2024/25 als derde doelman, na Simon Mignolet en Nordin Jackers. Op 22 september 2024 maakte hij zijn profdebuut in het shirt van Club NXT, het beloftenelftal van Club Brugge dat aantreedt in de Eerste klasse B: op de vijfde competitiespeeldag liet trainer Robin Veldman hem starten tegen KMSK Deinze. Club NXT verloor met 2-0 en leed zo zijn eerste nederlaag van het seizoen.

## Clubstatistieken
| Seizoen         | Club            | Land            | Competitie      | Competitie | Competitie | Beker | Beker | Supercup | Supercup | Europees | Europees | Totaal | Totaal |
| Seizoen         | Club            | Land            | Competitie      | Wed.       | Dlp.       | Wed.  | Dlp.  | Wed.     | Dlp.     | Wed.     | Dlp.     | Wed.   | Dlp.   |
| --------------- | --------------- | --------------- | --------------- | ---------- | ---------- | ----- | ----- | -------- | -------- | -------- | -------- | ------ | ------ |
| 2024/25         | Club NXT        | Vlag van België | Eerste klasse B | 7          | 0          | —     | —     | —        | —        | —        | —        | 7      | 0      |
| Carrière totaal | Carrière totaal | Carrière totaal | Carrière totaal | 7          | 0          | 0     | 0     | 0        | 0        | 0        | 0        | 7      | 0      |

Bijgewerkt op 13 juni 2025.

## Interlandcarrière
Van den Heuvel debuteerde in 2017 bij Nederland –15. In juni 2022 raakte Van den Heuvel tijdens een stage met Nederland –19 een zwaar auto-ongeluk op, waardoor zijn nek op twee plaatsen gebroken raakte.
In september 2023 kreeg Van den Heuvel een eerste oproepingsbrief voor Jong Oranje naar aanleiding van de EK-kwalificatiewedstrijden tegen Moldavië en Noord-Macedonië. Op 21 maart 2024 speelde hij zijn eerste interland voor Jong Oranje: in de vriendschappelijke interland tegen Noorwegen liet bondscoach Michael Reiziger hem starten. Bij de rust werd hij bij een 1-1-tussenstand vervangen door Robin Roefs.
2 Romero ·
4 Ordóñez ·
8 Tzolis ·
9 Jutglà ·
10 Vetlesen ·
14 Meijer ·
15 Onyedika ·
16 Van den Heuvel ·
17 Vermant ·
19 Nilsson ·
20 Vanaken  · 
21 Skóraś ·
22 Mignolet ·
24 Osuji ·
27 Nielsen ·
29 Jackers ·
30 Jashari ·
41 Siquet ·
44 Mechele ·
55 De Cuyper ·
58 Spileers ·
62 Audoor ·
64 Sabbe ·
65 Seys ·
66 Yameogo ·
67 Et Taïbi ·
68 Talbi ·
71 De Corte ·
81 Vanden Driessche ·
84 Campbell ·
87 Furo ·
Coach: Hayen
Assistent-coach: Jonckheere